# 호흡기 비말
호흡기 비말(呼吸器飛沫, 영어: respiratory droplet) 혹은 침방울은 충분히 크기가 커서 발산된 이후 빠르게 땅으로 떨어지는, 대부분 물로 구성된 입자로, 지름이 5 μm보다 큰 것으로 정의된다. 호흡기 비말은 호흡, 말하기, 재채기, 기침, 구토의 결과로 자연적으로 또는 에어로졸, 의료 절차, 변기, 기타 가정 활동 등을 통해 인위적으로 생성될 수 있다.
호흡기 비말은 크기가 5 μm보다 작으면서 상당히 긴 시간 동안 공기에 남아있을 수 있는 비말핵과는 구별된다. 그러므로 비말핵이 호흡기 비말이 아니더라도 공기매개 질환의 매개체 역할을 할 수 있다.

## 형성과 전파
호흡기 비말은 여러 방식으로 생성될 수 있다. 호흡, 말하기, 재채기, 기침, 노래 부르기의 결과로 자연스럽게 생성될 수 있다. 삽관, 심폐소생술(CPR), 기관지경술, 수술, 검시 등의 에어로절 생성 절차를 통하 의료 환경에서 인위적으로 생성될 수도 있다. 비슷한 비말이 구토, 변기, 젖은 표면, 샤워나 수돗물 사용, 농업 목적의 배수물 분무를 통해 형성될 수 있다.
형성 방식에 따라 염, 세포, 바이러스 입자를 포함할 수도 있다. 자연적으로 생성된 비말의 경우 비말의 내용물에 영향을 미칠 수 있는 기도 내 다른 지점에서 생성될 수 있다. 비말 형성에 영향을 미칠 수 있는 점액의 내용물과 양, 그리고 점성 부분에서 건강한 사람과 질병이 있는 사람 간 차이가 있을 수도 있다.
각기 다른 형성 방식은 각기 다른 크기와 시작 속도로 비말을 만들 수 있으며 이는 공기 내 전파와 결과에 영향을 미친다. 흡입할 경우 10 μm보다 큰 입자들은 높이가 더 낮은 호흡계를 관통하는 대신 코와 목구멍에 남아있게 된다. 바로 흡입한 것이 아니라면 100 μm 미만의 비말은 표면에 정착하기 전에 완전히 건조되는 경향이 있다.  건조 상태가 되면 비말 내에 처음부터 불휘발성 물질로 구성된 비말핵이 된다. 호흡기 비말은 공기 내 비생물학적 기원의 다른 입자들과도 상호작용할 수도 있다.

## 질병 전파의 역할

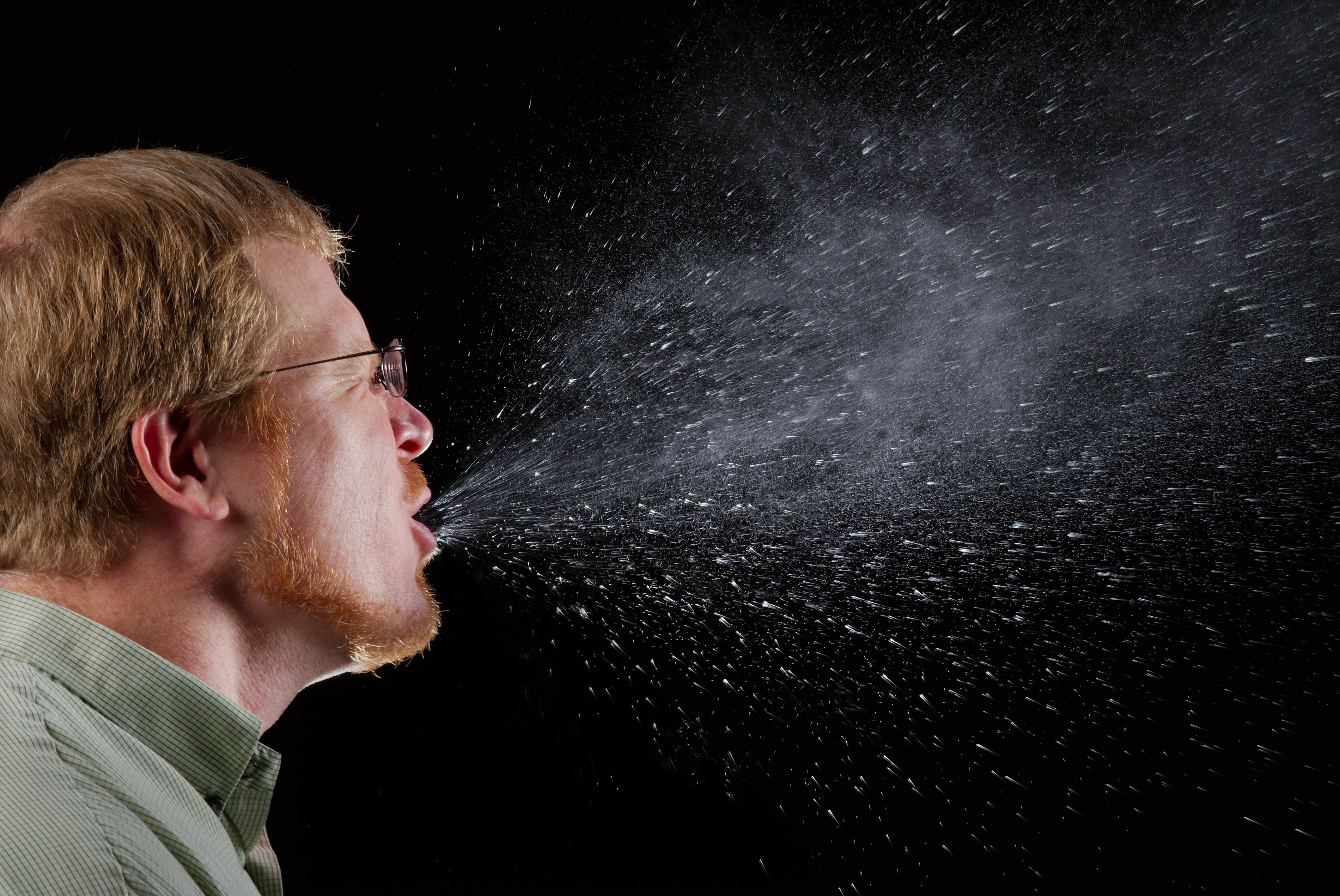
일부 감염병들은 입과 코로부터 분출된 호흡기 비말을 통해 전파될 수 있다.

일반적인 질병 감염 전파 형태는 기침, 재채기, 말하기에 의해 만들어지는 호흡기 비말을 통해서이다. 호흡기 비말 전파는 호흡기 감염의 일반적인 경로이다. 전파는 호흡기 비말이 눈, 코, 입 등 민감한 점막 표면에 도달할 때 발생할 수 있다. 이후 손을 얼굴에 댈 때 감염된 표면과 접촉함으로써 간접적으로 발생할 수도 있다. 호흡기 비말의 크기는 큰 편이며 장시간 공기에 남아있지 못하며 짧은 거리에 걸쳐 흩어지는 것이 보통이다.
비말 전파에 의한 바이러스 확산에는 인플루엔자 바이러스, 리노바이러스, 호흡기 세포융합 바이러스, 엔테로바이러스, 노로바이러스, 홍역모빌리바이러스,, 그리고 SARS 코로나바이러스와 코로나바이러스감염증-19를 유발하는 바이러스 등의 코로나바이러스가 포함된다. 호흡기 비말을 통해 세균 감염 작용 물질들이 전파될 수도 있다.  이와는 대조적으로, 호흡기 비말이 건조된 이후 공기 매개 전파를 통해 제한된 수의 질병이 전파될 수 있다.
주위 온도와 습도는 바이오에어로졸의 생존 가능성에 영향을 미치는데, 그 이유는 비말이 증발하고 더 작아지게 되면서 비말에 포함될 수 있는 감염 작용 물질들의 보호력이 더 낮아지기 때문이다. 일반적으로 지질 피막 바이러스는 건조한 공기에 더 안정적이며 피막이 없는 바이러스는 촉촉한 공기에 더 안정적이다. 또, 바이러스는 일반적으로 낮은 기온에서 더 안정적이다.

### 위험 통제
의료 환경에서는 환자를 1인실에 배치할 것, 실외 수송을 제한할 것, 적절한 개인 보호 장비를 사용할 것이 비말 주의사항에 포함된다.

## 역사
독일의 미생물학자 칼 플뤼케는 1899년 기도로부터 배출된 비말 내 미생물들이 질병 전파의 수단이 됨을 최초로 입증하였다. 20세기 초에 플뤼케 비말(Flügge droplet)이라는 용어가 약 100 μm를 초과하면서 완전히 건조되지 않을 만큼 충분히 크기가 큰 입자를 의미하기 위해 종종 사용되었다.

## 같이 보기
- 기초감염재생산수